# 反米反ファッショ・民族解放闘争委員会
反米反ファッショ・民族解放闘争委員会（はんべいはんファッショ・みんぞくかいほうとうそういいんかい）は、1980年代後半の大韓民国の左翼団体である。略称民民闘。
もともとは民族統一・民主奪取・民衆解放委員会（いわゆる三民闘争委員会）に結集していたが、反米自主化反ファッショ民主化闘争委員会（自民闘）とは袂を分かった。
民民闘は、主体思想を批判しており、反独占闘争を優先させていた。また、大統領直接選挙制の問題でも、政党間の合議ではなく、制憲民衆会議を開催することを主張した。
しかし、多くの大学の学生自治会では自民闘に執行部を握られ、この時代の学生運動の主導権を握ることはなかった。